# Fakulteta za informacijske študije v Novem mestu
Fakulteta za informacijske študije v Novem mestu (FIŠ) s sedežem v Novem mestu je javna fakulteta znotraj Univerzitetnega in raziskovalnega središča Novo mesto. Prvi dekan je bil Janez Povh, trenutni dekan pa je prof. dr. Matej Makarovič.
FIŠ je prvi steber javnega visokega šolstva v Jugovzhodni Sloveniji. Gre namreč za prvo fakulteto v Novem mestu in hkrati tudi prvo javno fakulteto izven okvira katere od slovenskih univerz. Ustanovljena je bila po Odloku o ustanovitvi Fakultete za informacijske študije v Novem mestu, ki ga je 24. junija 2008 sprejel Državni zbor Republike Slovenije. 
Študijski programi so se pričeli izvajati v študijskem letu 2008/2009. Vsako leto se na FIŠ vpiše približno 250 študentov. 
Na FIŠ se izvajajo trije študijski programi I. stopnje: 
- Informatika v sodobni družbi (visokošolski strokovni in univerzitetni študij)
- Računalništvo in spletne tehnologije (visokošolski strokovni študij).

FIŠ izvaja tudi študijski program II. stopnje Informatika v sodobni družbi (MAG) in študijski program III. stopnje Informacijska družba (doktorski program).
Fakulteta za informacijske študije se od oktobra 2015 nahaja v lastnem objektu v Bršljinu.